# Emily Charlton
Emily Charlton er en fiktiv person i filmen The Devil Wears Prada og spilles af Emily Blunt. Emily Charlton er en arbejdsvillig frisk ung pige, som arbejder for Miranda Priestly.

## Job
Emily arbejder som førsteassistent for Miranda Priestly på et modemagasin. Hun elsker sit job mere end noget andet. Hun kender alle på jobbet, snakker med alle og er bevidst om, hvad mode er, og hvad der er in. Hun holder sin kalender i orden, og bruger al sin tid ved skrivebordet for at tage telefonen og ordne Mirandas opgaver, som hun så stolt giver til sine assistenter.
Emily bruger meget tid på arbejdet, og bruger ikke meget tid hjemme.

## Personlighed
Der kan siges meget om Emilys personlighed. Hun er lidt selvoptaget, og privat. Hun deler ikke viden med andre, eller er interesseret i hvad de laver. Hun hader at fortælle andre om hendes privatliv. det keder hende at høre om andres familier og hobbyer. Hun er kun interesseret i sit arbejde. Men et par venner har hun. Hun er gode venner med Serena, og ender med at blive utrolig gode venner med Andy. I starten kritiserer hun Andy, men så komplimentere hun hende. Hun lader Andy gå fra den fest, hun er blevet tvunget med til. Hun er utroligt tynd, og ønsker sig en lavere vægt. Hun bliver forkølet på grund af det. Hun spiser intet, men så når hun er ved at besvime, spiser hun en ostebjælke. 
Hele hendes liv handler om Paris, og vil tabe sig mere fordi at hun skal til Paris med Miranda. Hun har et billede af Paris på sin computer, og hun tænker kun på det. Lægerne fandt hurtigt ud af at Emily var for tynd, og nu spiser hun flere kulhydrater.

## Udseende
Emily er høj, utroligt tynd og lidt bleg. Hun har rødt skulderlangt hår med sideskilning. Hun bruger meget øjenskygge i hippiefarver. Hun har lidt nedbidte negle med mørkeblå neglelak. Hun har en masse lækkert tøj, især Star Track-agtigt tøj. Hun har masser af make-up og masser af smykker.